# Signy

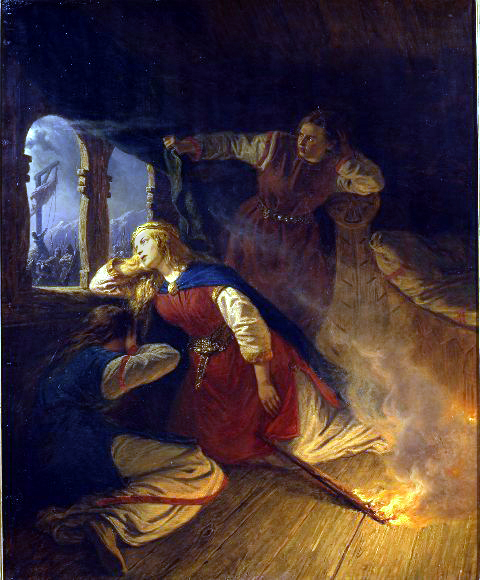
Signy y Hagbard, obra de Josef Wilhelm Wallander, 1861.

Signy, Signe, también Sieglinde o Signhild es el nombre de dos heroínas relacionadas con la mitología nórdica que fueron muy populares en la Escandinavia medieval. Ambas aparecen en la saga Völsunga, y entre otras obras modernas, Richard Wagner adaptó las historias en su tetralogía El anillo del nibelungo, en particular la ópera La valquiria. El mismo nombre, Signy, aparece en dos personajes de otras sagas nórdicas.

## Signy, hija de Völsung
La primera Signy es la hija de Völsung. Ella casó con el malicioso rey de los gautas, Siggeir que mató traicioneramente a toda la familia de ella, a excepción de su hermano Sigmund. Signy salvó a su hermano, y de una relación incestuosa nace el hijo de ambos Sinfjötli. Signy se sacrifica a sí misma, muriendo quemada junto a su odiado marido. 

## Signy, hija de Siggeir
La segunda Signy es la hija del sobrino de Siggeir, llamado Sigar. Signy se enamora de un rey del mar llamado Hagbard, a quien promete que no viviría si él moría primero. Ambos son descubiertos y Hagbard es sentenciado a morir ahorcado. Signy prende fuego a su casa donde perece quemada al mismo tiempo que Hagbard es ahorcado. 

## Illuga saga Gríðarfóstra
Signy es la hija de una bruja llamada Grid en Illuga saga Gríðarfóstra. Ambas son liberadas de una maldición por un joven valeroso llamado Illugi.

## Saga Skjöldungaysaga de Hrólfr Kraki
Signy es la hermana de Hroðgar en la saga Skjöldunga y la saga de Hrólfr Kraki. Sin embargo se ignora en Beowulf.